# Tournage simultané
 (décembre 2023).
Si vous disposez d'ouvrages ou d'articles de référence ou si vous connaissez des sites web de qualité traitant du thème abordé ici, merci de compléter l'article en donnant les références utiles à sa vérifiabilité et en les liant à la section « Notes et références ».
Le tournage simultané (« back-to-back » en anglais, litt. l'un après l'autre) signifie dans le milieu du cinéma de tourner deux films ou plus comme s'il s'agissait d'une seule production, permettant donc de réduire les coûts ainsi que le temps de production. 
Les productions concernées peuvent alors être tournées en même temps ou l'une après l'autre. Le procédé a souvent été employé pour rapidement lancer deux suites d'un film qui vient de connaître le succès, ou pour adapter un livre en plusieurs films. 
Il peut également arriver que certains films tournés en simultanés ne soient pas des suites, dans ce genre de cas, l'utilisation de ce procédé peut être dû au besoin du réalisateur ou de la production d'utiliser un décor, des acteurs ou des membres de l'équipe sur plusieurs films, comme par exemple Francis Ford Coppola avec Outsiders (1983) et Rusty James (1983).

## Films tournés simultanément

### Années 1930
- Les Misérables - Une tempête sous un crâne (1934), Les Misérables - Les Thénardier (1934), et Les Misérables - Liberté, liberté chérie (1934) de Raymond Bernard.
- Le Tigre du Bengale (1938) et Le Tombeau hindou (1938) de Richard Eichberg.

### Années 1940
- Roger la Honte (1946) et La Revanche de Roger la Honte (1946) d'André Cayatte.
- Mandrin - Le Libérateur (1947) et Mandrin - La Tragédie d'un siècle (1948) de René Jayet.

### Années 1950
- Les Trois Corsaires (1952) et La Fille du corsaire noir (1953) de Mario Soldati.
- The Aztec Mummy (1957), The Curse of the Aztec Mummy (1957) et The Robot vs. the Aztec Mummy (1958) de Rafael Portillo.
- Le Tigre du Bengale (1959) et Le Tombeau hindou (1959) de Fritz Lang.

### Années 1960
- Jean-Marc ou la Vie conjugale (1964) et Françoise ou la Vie conjugale (1964) d'André Cayatte.
- Back Door to Hell (1964) et Flight to Fury (1964) de Monte Hellman.
- Les Mercenaires du Rio Grande (1965) et Les Mercenaires du Rio Grande 2 : La Pyramide du Dieu Soleil (1965) de Robert Siodmak.
- L'Ouragan de la vengeance (1965) et La Mort tragique de Leland Drum (1965) de Monte Hellman.
- Les Criminels de la galaxie (1966), La Guerre des planètes (1966), La Planète errante (1966) et La mort vient de la planète Aytin (1967) d'Antonio Margheriti.
- Guerre et Paix - André Bolkonski (1966), Guerre et Paix - Natacha Rostova (1966), Guerre et Paix - 1812 (1967) et Guerre et Paix - Pierre Bezoukhov (1967) de Sergueï Bondartchouk.

### Années 1970
- Les Émigrants (1971) et Le Nouveau Monde (1972) de Jan Troell.
- Les Trois Mousquetaires (1973) et On l'appelait Milady (1974), au départ prévu comme un seul et même film, mais séparés en deux au montage et sortis à un an d'intervalle.
- Superman (1978) de Richard Donner et Superman 2 (1980) de Richard Lester, ainsi que la version Superman 2: The Richard Donner Cut (2006).

### Années 1980
- 38, rue Petrovka (1980) et 6, rue Ogariova (1981) de Boris Grigoriev.
- À la recherche de la Panthère rose (1982) et L'Héritier de la Panthère rose (1983) de Blake Edwards.
- Outsiders (1983) et Rusty James (1983) de Francis Ford Coppola.
- Portés disparus 2 (1985) de Lance Hool a été tourné en même temps que Portés disparus (1984) de Joseph Zito et devait à l'origine être le premier volet avant que la production inverse les deux films et qu'il devienne une préquelle.
- Allan Quatermain et les Mines du roi Salomon (1985) de J. Lee Thompson et Allan Quatermain et la Cité de l'or perdu (1986) de Gary Nelson.
- Jean de Florette (1986) et Manon des sources (1986) de Claude Berri.
- Massacre au camp d'été 2 (1988) et Massacre au camp d'été 3 (1989) de Michael A. Simpson.
- The Toxic Avenger, Part II (1989) et The Toxic Avenger Part III: The Last Temptation of Toxie (1989) de Lloyd Kaufman et Michael Herz.
- Retour vers le futur 2 (1989) et Retour vers le futur 3 (1990), en production de février 1989 à janvier 1990, avec trois semaines de pause entre les tournages de chaque film, et quelques scènes du troisième film tournées lors du tournage du deuxième.

### Années 1990
- Critters 3 (1991) de Kristine Peterson et Critters 4 (1992) de Rupert Harvey.
- Smoking / No Smoking (1993) d'Alain Resnais.
- Trois Couleurs : Bleu (1993), Trois Couleurs : Blanc (1994) et Trois Couleurs : Rouge (1994) de Krzysztof Kieślowski.

### Années 2000
- Wishmaster 3 : Au-delà des portes de l'Enfer (2001) et Wishmaster 4 (2002) de Chris Angel.
- Les trois volets de la trilogie du Seigneur des Anneaux de Peter Jackson, dont le tournage principal s'est effectué entre le 11 octobre 1999 et le 22 décembre 2000, et sortis en 2001, 2002 et 2003.
- Matrix Reloaded (2003) et Matrix Revolutions (2003) des Wachowski.
- Dracula II : Ascension (2003) et  Dracula III : Legacy (2005) de Patrick Lussier.
- Les deux volets de Kill Bill (Kill Bill : Volume 1 et Kill Bill : Volume 2), écrits dès le départ par Quentin Tarantino comme un seul film, sortis fin 2003 et début 2004.
- Présentateur vedette : La Légende de Ron Burgundy (2004) et Wake Up, Ron Burgundy: The Lost Movie (2004) d'Adam McKay.
- Ginger Snaps : Résurrection (2004) de Brett Sullivan et Ginger Snaps : Aux origines du mal (2004) de Grant Harvey.
- Hellraiser: Deader (2005) et Hellraiser: Hellworld (2005) de Rick Bota.
- Le Retour des morts-vivants : Necropole (2005) et Le Retour des morts-vivants : Rave mortel (2005) d'Ellory Elkayem.
- Pirates des Caraïbes : Le Secret du coffre maudit (2006) et Pirates des Caraïbes : Jusqu'au bout du monde (2007) de Gore Verbinski.
- Mémoires de nos pères (2006) et Lettres d'Iwo Jima (2006) de Clint Eastwood.
- Arn, chevalier du Temple (2007) et Arn, le royaume au bout du chemin (2008) de Peter Flinth.
- Che, 1re partie : L'Argentin (2008) et Che, 2e partie : Guerilla (2008) de Steven Soderbergh.
- Anaconda 3 : L'Héritier (2008) et Anacondas 4 : La Piste du sang (2009) de Don E. FauntLeRoy.
- Pulse 2 (2008) et Pulse 3 (2008) de Joel Soisson.
- Feast 2: No Limit (2008) et Feast 3 : Finale Sanglante (2009) de John Gulager.
- L'Instinct de mort (2008) et L'Ennemi public no 1 (2008) de Jean-François Richet.
- Millénium 2 : La Fille qui rêvait d'un bidon d'essence et d'une allumette (2009) et Millénium 3 : La Reine dans le palais des courants d'air (2009) de Daniel Alfredson.
- Arthur et la Vengeance de Maltazard (2009) et Arthur 3 : La Guerre des deux mondes (2010) de Luc Besson.

### Années 2010
- Harry Potter et les Reliques de la Mort, partie 1 (2010) et Harry Potter et les Reliques de la Mort, partie 2 (2011) de David Yates.
- Soleil trompeur 2 (2010) et Soleil trompeur 3 (2011) de Nikita Mikhalkov.
- Twilight, chapitre IV : Révélation, 1re partie (2011) et Twilight, chapitre V : Révélation, 2e partie (2012) de Bill Condon.
- Le Hobbit : Un voyage inattendu (2012), Le Hobbit : La Désolation de Smaug (2013) et Le Hobbit : La Bataille des Cinq Armées (2014) de Peter Jackson.
- Hunger Games : La Révolte, partie 1 (2014) et Hunger Games : La Révolte, partie 2 (2015) de Francis Lawrence.
- Cinquante Nuances plus sombres (2017) et Cinquante Nuances plus claires (2018) de James Foley.
- Avengers: Infinity War (2018) et Avengers: Endgame (2019) d'Anthony et Joe Russo.
- K.G.F: Chapter 1 (2018) et K.G.F: Chapter 2 (2022) de Prashanth Neel.

### Années 2020
- À tous les garçons : P.S. Je t'aime toujours (2020) et À tous les garçons : Pour toujours et à jamais (2021) de Michael Fimognari.
- The Kissing Booth 2 (2020) et The Kissing Booth 3 (2021) de Vince Marcello.
- After : Chapitre 3 (2021), After : Chapitre 4 (2022) et After : Chapitre 5 (2023) de Castille Landon.
- Fear Street, partie 1 : 1994 (2021), Fear Street, partie 2 : 1978 (2021) et Fear Street, partie 3 : 1666 (2021) de Leigh Janiak.
- Detective Knight: Rogue (2022), Detective Knight: Redemption (2022) et Detective Knight: Independence (2023) d'Edward John Drake.
- X (2022) et Pearl (2022) de Ti West.
- Ponniyin Selvan : I (2022) et Ponniyin Selvan : II (2023) de Mani Ratnam.
- Avatar : La Voie de l'eau (2022) et Avatar: Fire and Ash (2025) de James Cameron. Des scènes du quatrième et cinquièmes volets sont également tournées simultanément, néanmoins, le tournage complet de ces derniers auront lieu plus tard.
- Les Trois Mousquetaires : D'Artagnan (2023) et Les Trois Mousquetaires : Milady (2023) de Martin Bourboulon.
- Rebel Moon - Partie 1 : Enfant du feu (2023) et Rebel Moon - Partie 2 : L'Entailleuse (2024) de Zack Snyder.
- Les Intrus (2024), Les Intrus : Chapitre 2 (2025) et The Strangers: Chapter 3 (2026) de Renny Harlin.
- Horizon : Une saga américaine, chapitre 1 (2024) et Horizon : Une saga américaine, chapitre 2 de Kevin Costner
- Wicked (2024) et Wicked: For Good (2025) de Jon Chu.
- 28 Ans plus tard (2025) et 28 Years Later: The Bone Temple (2026)